# Jemo
Jemo (en marshallès: Jemo̧ o Jāmo̧) és una petita illa coralina deshabitada de l'oceà Pacífic. Es troba a la cadena Ratak de les Illes Marshall, entre els atols Ailuk (42 km al nord-est) i Likiep (35 km al sud-oest). L'illa té forma ovalada i ocupa l'extrem sud-oest d'una estreta carena submarina que s'estén al nord-est durant diversos quilòmetres. La seva superfície total és de tan sols 0,22 km².
La primera observació documentada per part dels europeus va tenir lloc el 10 de gener de 1565 per l'expedició espanyola de Miguel López de Legazpi¡ i fou anomenada Los Pajaros.